# ويليام برادفورد (سياسي)
ويليام برادفورد (بالإنجليزية: William Bradford)‏ هو محامي وسياسي أمريكي، ولد في 4 نوفمبر 1729 في الولايات المتحدة، وتوفي في 6 يوليو 1808 في بريستول في الولايات المتحدة. حزبياً، نشط في الحزب الفيدرالي الأمريكي. وقد انتخب الرئيس المؤقت لمجلس الشيوخ الأمريكي (6 يوليو 1797 – 1 أكتوبر 1797) وانتخب عضو مجلس الشيوخ الأمريكي (4 مارس 1793 – 1 أكتوبر 1797).